# Dacus bellulus
Dacus bellulus är en tvåvingeart som beskrevs av Drew och Albany Hancock 1981. Dacus bellulus ingår i släktet Dacus och familjen borrflugor. Inga underarter finns listade i Catalogue of Life.